# Финал Кубка Молдовы по футболу 2016
Финал Кубка Молдавии по футболу 2016 состоялся 25 мая 2016 года на стадионе «Зимбру» в Кишинёве. В нём встретились «Милсами» (в качестве номинального хозяина) и «Заря». Стартовый свисток прозвучал в 20:00 по местному времени. Победу одержал футбольный клуб «Заря», тем самым завоевав первый Кубок Молдавии в своей истории.

## Путь к финалу
| Милсами          | Милсами   | Раунд      | Заря                    | Заря      |
| ---------------- | --------- | ---------- | ----------------------- | --------- |
| Оппонент         | Результат |            | Оппонент                | Результат |
| Интерспорт (ДА)  | 6:1       | 1/8 финала | Гагаузия-Огузспорт (ДА) | 3:0       |
| Динамо-Авто (НД) | 3:0       | 1/4 финала | Саксан (НД)             | 5:1       |
| Дачия (НД)       | 1:0       | 1/2 финала | Шериф (НД)              | 2:1       |
|                  |           |            |                         |           |

## Выбор даты и места проведения

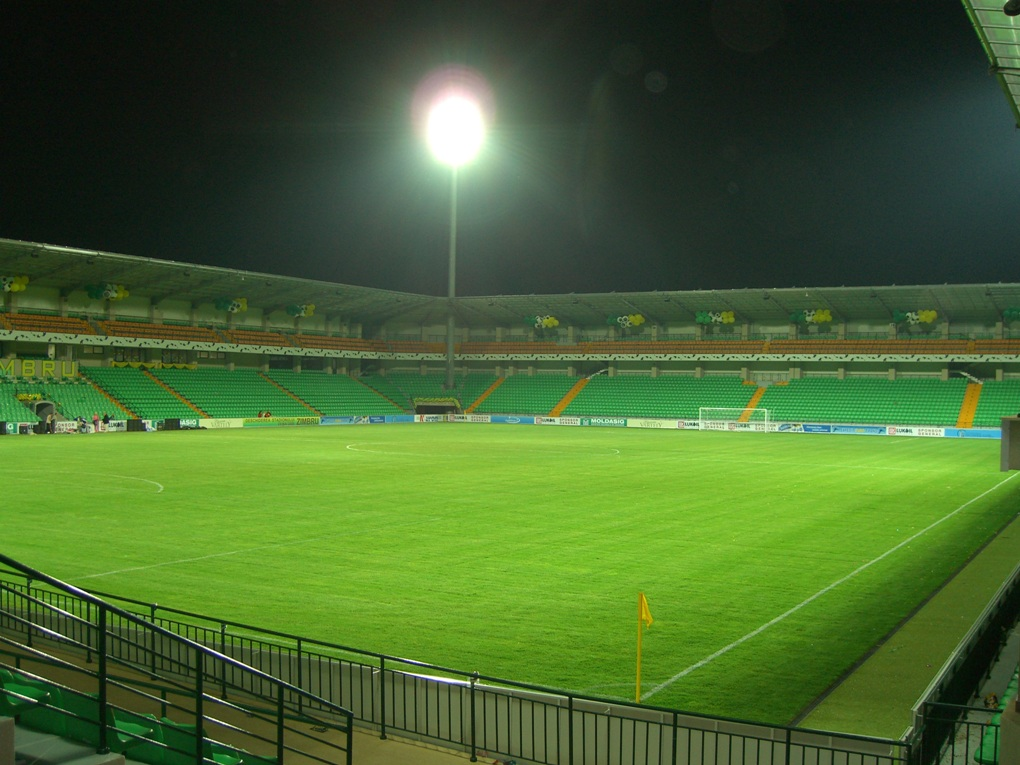
Стадион «Зимбру»

Обе команды ранее играли в финале Кубка страны, но друг с другом впервые встретились. Так, в 2012 году «Милсами» становился обладателем этого трофея, а «Заря» в 2011 году была финалистом.
21 апреля исполнительный Комитет ФМФ принял решение, что Кубок Молдовы пройдет 25 мая на стадионе «Зимбру» в Кишинёве.
7 мая в онлайн-продажу поступили билеты, а с 21 мая в кассах стадиона «Зимбру», цена которых варьировалась от 30-100 молдавских лей.
12 мая в результате жеребьевки номинальным хозяином был выбран «Милсами».
Судьями на матче будет польская бригада арбитров: главный арбитр — Павел Рачковски, ассистенты — Томаш Лицкевич и Павел Соколнички, четвёртый арбитр — Павел Гил.

## Отчёт о матче
| Милсами | 0:1   | Заря     |
| ------- | ----- | -------- |
|         | Отчёт | Богю 99′ |

| Милсами | Заря |

| Судейская бригада - Ассистенты: - Томаш Лицкевич - Павел Соколнички - Четвёртый: Павел Гил - Инспектор матча: Натан Бартфельд - Делегат ФМФ: Адриан Иксари | Регламент матча - 90 минут основного времени - 30 минут дополнительного времени, если по истечении основного времени счёт равный - Пенальти, если по истечении основного и дополнительного времени счёт равный |

### Статистика матча
|                  | Милсами | Заря |
| ---------------- | ------- | ---- |
| Голы             | 0       | 1    |
| Удары            |         |      |
| Удары в створ    |         |      |
| Угловые          |         |      |
| Фолы             |         |      |
| Офсайды          |         |      |
| Жёлтые карточки  | 4       | 4    |
| Красные карточки |         |      |